# 가면라이더 목록
가면라이더의 목록에 대한 것이다. 출연 작품-폼/변신자(드라이버/키 아이템/비클)로 기재할 것. TV 시리즈만 작성

## 1호 라이더

### 기본 폼
- 가면라이더-가면라이더 구(舊) 1호/혼고 타케시(타이푼/없음/사이클론)
- 가면라이더 V3-가면라이더 V3/카자미 시로(더블 타이푼/없음/허리케인)
- 가면라이더 X-가면라이더 X/진 케이스케(레드 아이저·퍼펙터->머큐리 회로/없음/크루저)
- 가면라이더 아마존-가면라이더 아마존/야마모토 다이스케(기기의 팔찌/없음/정글러)
- 가면라이더 스트롱거-가면라이더 스트롱거/죠 시게루(일렉트라/없음/카부토로)
- 가면라이더(1979)-스카이 라이더/츠쿠바 히로시(토네이도/없음/스카이 터보)
- 가면라이더 슈퍼1-가면라이더 슈퍼1/오키 카즈야(사이클로드/없음/V 머신, V 제트)
- 가면라이더 ZX-가면라이더 ZX/무라사메 료(ZX 벨트/없음/헬 다이버)
- 가면라이더 블랙-가면라이더 블랙/미나미 코타로(킹스톤/없음/배틀 호퍼, 로드 섹터)
- 가면라이더 쿠우가-가면라이더 쿠우가 마이티, 드래곤, 페가수스, 타이탄 폼/고다이 유스케(아클/고우람/트라이체이서 2000, 비트체이서 2000)
- 가면라이더 아기토-가면라이더 아기토 그라운드, 스톰, 플레임 폼/츠가미 쇼이치(얼터링/없음/머신 토네이더)
- 가면라이더 류우키-가면라이더 류우키/키도 신지(V 버클/어드벤트 카드, 드래그 바이저/라이드 슈터, 드래그렌저)
- 가면라이더 555-가면라이더 파이즈/이누이 타쿠미(파이즈 드라이버/파이즈 기어/오토 바진, 제트 슬라이거)
- 가면라이더 블레이드-가면라이더 블레이드/켄자키 카즈마(블레이 버클/라우즈 카드, 라우즈 업소버/블루 스페이더)
- 가면라이더 히비키-가면라이더 히비키/히비키(음각/디스크 애니멀/시라누이, 개화)
- 가면라이더 카부토-가면라이더 카부토 라이더 폼/텐도 소우지(카부토 젝터, 라이더 벨트/하이퍼 젝터/카부토 익스텐더)
- 가면라이더 덴오-가면라이더 덴오 소드, 로드, 액스, 건, 윙 폼/노가미 료타로(덴오 벨트/라이더 패스, 케이타로스/머신 덴버드)
- 가면라이더 키바-가면라이더 키바 키바, 가루루, 밧샤, 독가 폼/쿠레나이 와타루(키바트벨트/키바트 배트 3세, 휘슬/머신 키바)
- 가면라이더 디케이드-가면라이더 디케이드/카도야 츠카사(디케이드라이버/라이더 카드, 케이터치/머신 디케이더)
- 가면라이더 W-가면라이더 더블 사이클론 조커, 히트 트리거, 루나 메탈, 사이클론 트리거, 히트 메탈, 루나 조커, 사이클론 메탈, 히트 조커, 루나 트리거/히다리 쇼타로, 필립(더블 드라이버/가이아 메모리/하드보일더, 리볼개리)
- 가면라이더 OOO-가면라이더 오즈 타토바, 가타키리바, 라토라타, 사고조, 샤우타 콤보/히노 에이지(오즈 드라이버/오 메달/라이드벤더)
- 가면라이더 포제-가면라이더 포제 베이스, 일렉, 파이어 스테이츠/키사라기 겐타로(포제 드라이버/아스트로 스위치/머신 매시글러)
- 가면라이더 위저드-가면라이더 위자드 플레임, 워터, 허리케인, 랜드 스타일/소우마 하루토(위자드라이버/위자드 링/머신 윙거, 프라몬스터)
- 가면라이더 가이무-가면라이더 가이무 오렌지, 파인, 딸기, 수박, 바나나 암즈/카즈라바 코우타(센고쿠 드라이버/록 시드/사쿠라 허리케인, 댄디 라이너, 튤립 호퍼)
- 가면라이더 드라이브-가면라이더 드라이브 타입 스피드, 와일드, 테크닉/토마리 신노스케(드라이브드라이버, 시프트 브레스/시프트 카/트라이도론)
- 가면라이더 고스트-가면라이더 고스트 오레, 무사시, 에디슨, 로빈, 뉴턴, 빌리 더 키드, 베토벤, 벤케이 다마시/텐쿠지 타케루(고스트 드라이버/고스트 아이콘/머신 고스트라이커, 이구아나 고스트라이커)
- 가면라이더 이그제이드-가면라이더 에그제이드 액션 게이머 레벨 1&2, 로봇 액션 게이머 레벨 3, 스포츠 액션 게이머 레벨 3, 버거 액션 게이머 레벨 4, 헌터 액션 게이머 레벨 5/호죠 에무(게이머 드라이버/라이더 가샤트/가면라이더 레이저, 스포츠 게이머)
- 가면라이더 빌드-베스트 매치(너무 많은 관계로 미작성)/키류 센토(빌드 드라이버/풀 보틀/머신 빌더)
- 가면라이더 지오-가면라이더 지오, 가면라이더 빌드, 에그제이드, 고스트, 가이무, 포제, 오즈, 더블, 쿠우가, 워즈 아머/토기와 소고(지오 드라이버/라이드 워치/라이드 스트라이커, 타임 마진)
- 가면라이더 제로원-가면라이더 제로원 라이징 호퍼, 바이팅 샤크, 플라잉 팔콘, 플레이밍 타이거, 프리징 베어, 브레이킹 맘모스, 호핑 캥거루/히덴 아루토(히덴 제로원 드라이버/프로그라이즈 키/라이즈 호퍼)
- 가면라이더 세이버-가면라이더 세이버 브레이브 드래곤, 드래곤 이글, 서유 드래곤, 크림슨 드래곤/카미야마 토우마(성검 소드라이버/원더 라이드 북/디아고 스피디)
- 가면라이더 리바이스- 가면라이더 리바이스 렉스, 이글, 맘모스, 메갈로돈, 프테라, 라이언, 자칼, 콩, 맨티스, 브라키오, 네오 메뚜기, 캥거루, 콘도르/이가라시 잇키(리바이 드라이버)
- 가면라이더 기츠- 가면라이더 기츠 매그넘, 부스트, 좀비, 닌자, 파워드 빌더, 몬스터 폼/우키요 에이스(디자이어 드라이버)

### 강화(쇼와)/중간(헤이세이, 레이와) 폼
- 가면라이더-가면라이더 신 1호/혼고 타케시(타이푼/없음/사이클론)
- 가면라이더 스트롱거-가면라이더 스트롱거 차지 업/죠 시게루(일렉트라/없음/카부토로)
- 가면라이더 블랙 RX-가면라이더 블랙 RX, 로보 라이더, 바이오 라이더/미나미 코타로(킹스톤/없음/배틀 호퍼, 로드 섹터)
- 가면라이더 쿠우가-가면라이더 쿠우가 라이징, 어메이징 마이티 폼/고다이 유스케(아클/고우람/트라이체이서 2000, 비트체이서 2000)
- 가면라이더 아기토-가면라이더 아기토 트리니티, 버닝 폼/츠가미 쇼이치(얼터링/없음/머신 토네이더)
- 가면라이더 555-가면라이더 파이즈 엑셀 폼/이누이 타쿠미(파이즈 드라이버/파이즈 기어/오토바진, 제트 슬라이거)
- 가면라이더 블레이드-가면라이더 블레이드 잭 폼/켄자키 카즈마(블레이 버클/라우즈 카드, 라우즈 업소버/블루 스페이더)
- 가면라이더 히비키-가면라이더 히비키 쿠레나이/히비키(음각/디스크 애니멀/시라누이, 개화)
- 가면라이더 덴오-가면라이더 덴오 클라이맥스 폼/노가미 료타로(덴오 벨트/라이더 패스, 케이타로스/머신 덴버드)
- 가면라이더 키바-가면라이더 키바 도바가키 폼/쿠레나이 와타루(키바트벨트/키바트 배트 3세, 휘슬/머신 키바)
- 가면라이더 W-가면라이더 W 팡 조커/히다리 쇼타로, 필립(더블 드라이버/가이아 메모리/하드보일더, 리볼개리)
- 가면라이더 OOO-가면라이더 오즈 타쟈도르 콤보/히노 에이지(오즈 드라이버/오 메달/라이드벤더)
- 가면라이더 포제-가면라이더 포제 마그넷 스테이츠/키사라기 겐타로(포제 드라이버/아스트로 스위치/머신 매시글러)
- 가면라이더 위저드-가면라이더 위자드 플레임, 워터, 허리케인, 랜드 드래곤 스타일, 올 드래곤 스타일(위자드라이버/위자드 링/머신 윙거, 프라몬스터)
- 가면라이더 가이무-가면라이더 가이무 진바 레몬, 체리, 피치, 카치도키 암즈/카즈라바 코우타(센고쿠 드라이버/록 시드/사쿠라 허리케인, 댄디 라이너, 튤립 호퍼)
- 가면라이더 드라이브-가면라이더 드라이브 타입 데드히트, 포뮬러/토마리 신노스케(드라이브드라이버, 시프트 브레스/시프트 카/트라이도론)
- 가면라이더 고스트-투혼 부스트 다마시, 투혼 무사시, 에디슨, 로빈, 뉴턴, 빌리 더 키드, 베토벤, 벤케이 다마시/텐쿠지 타케루(고스트 드라이버/고스트 아이콘/머신 고스트라이커, 이구아나 고스트라이커)
- 가면라이더 이그제이드-가면라이더 에그제이드 더블 액션 게이머 레벨 X&XX, 맥시멈 게이머 레벨 99/호죠 에무(게이머 드라이버/라이더 가샤트/가면라이더 레이저)
- 가면라이더 빌드-가면라이더 빌드 래빗탱크 스파클링, 해저드, 래빗래빗 & 탱크탱크/키류 센토(빌드 드라이버/풀 보틀/머신 빌더)
- 가면라이더 지오-가면라이더 지오 디케이드 아머, 지오 II, 지오 트리니티/토기와 소고(지오 드라이버/라이드 워치/라이드 스트라이커, 타임 마진)
- 가면라이더 제로원-샤이닝 (어썰트) 호퍼, 메탈 클러스터 호퍼/히덴 아루토(히덴 제로원 드라이버/프로그라이즈 키/라이즈 호퍼)
- 가면라이더 세이버-드래고닉 나이트, 프리미티브 드래곤/카미야마 토우마(성검 소드라이버/원더 라이드 북/디아고 스피디)

### 최종폼
- 가면라이더 쿠우가-얼티메이트 폼/고다이 유스케(아클/고우람/트라이체이서 2000, 비트체이서 2000)
- 가면라이더 아기토-샤이닝 폼/츠가미 쇼이치(얼터링/없음/머신 토네이더)
- 가면라이더 류우키-류우키 서바이브/키도 신지(V 버클/어드벤트 카드, 드래그 바이저/라이드 슈터, 드래그렌저)
- 가면라이더 555-파이즈 블래스터 폼/이누이 타쿠미(파이즈 드라이버/파이즈 기어/오토바진, 제트 슬라이거)
- 가면라이더 블레이드-킹 폼/켄자키 카즈마(블레이 버클/라우즈 카드, 라우즈 업소버/블루 스페이더)
- 가면라이더 히비키-암드 히비키/히비키(음각/디스크 애니멀/시라누이, 개화)
- 가면라이더 카부토-하이퍼 폼/텐도 소우지(카부토 젝터, 라이더 벨트/하이퍼 젝터/카부토 익스텐더)
- 가면라이더 덴오-라이너 폼/노가미 료타로(덴오 벨트/라이더 패스, 캐이타로스/머신 덴버드)
- 가면라이더 키바-엠페러 폼/쿠레나이 와타루(키바트벨트/키바트 배트 3세, 휘슬/머신 키바)
- 가면라이더 W-사이클론 조커 익스트림/히다리 쇼타로, 필립(더블 드라이버/가이아 메모리/하드보일더, 리볼개리)
- 가면라이더 OOO-프트티라 콤보/히노 에이지(오즈 드라이버/오 메달/라이드벤더)
- 가면라이더 포제-코즈믹 스테이츠/키사라기 겐타로(포제 드라이버/아스트로 스위치/머신 매시글러)
- 가면라이더 위자드-인피니티 스타일/소우마 하루토(위자드라이버/위자드 링/머신 윙거, 프라몬스터)
- 가면라이더 가이무-키와미 암즈/카즈라바 코우타(센고쿠 드라이버/록 시드/사쿠라 허리케인, 댄디 라이너, 튤립 호퍼)
- 가면라이더 드라이브-타입 트라이도론/토마리 신노스케(드라이브드라이버, 시프트 브레스/시프트 카/트라이도론)
- 가면라이더 고스트-무겐 다마시/텐쿠지 타케루(고스트 드라이버/고스트 아이콘/머신 고스트라이커, 이구아나 고스트라이커)
- 가면라이더 에그제이드-하이퍼 무테키/호죠 에무(게이머 드라이버/라이더 가샤트/가면라이더 레이저)
- 가면라이더 빌드-지니어스 폼/키류 센토(빌드 드라이버/풀 보틀/머신 빌더)
- 가면라이더 지오-그랜드 지오/토기와 소고(지오 드라이버/라이드 워치/라이드 스트라이커, 타임 마진)
- 가면라이더 제로원-가면라이더 제로투/히덴 아루토(히덴 제로투 드라이버/프로그라이즈 키/라이즈 호퍼)
- 가면라이더 세이버-크로스 세이버/카미야마 토우마(성검 소드라이버/원더 라이드 북/디아고 스피디)
- 가면라이더 리바이스-이가라시 잇키
- 가면라이더 기츠-우키요 에이스
- 가면라이더 갓챠드-이치노세 호타로
- 가면라이더 가브-쇼마
- 가면라이더 젯츠 -요로즈 바쿠

## 2호 라이더
- 가면라이더 아기토-가면라이더 G3 / 히카와 마코토

- 가면라이더 류우키-가면라이더 나이트 / 야키야마 렌

- 가면라이더 555-가면라이더 카이자 / 쿠사카 마사토

- 가면라이더 블레이드-가면라이더 갸렌 / 타치바나 사쿠야

- 가면라이더 히비키-가면라이더 이부키 / 이부키

- 가면라이더 카부토-가면라이더 가탁크 / 카가미 아라타

- 가면라이더 덴오-가면라이더 제로노스 / 사쿠라이 유토

- 가면라이더 키바-가면라이더 이크사 / 나고 케이스케

- 가면라이더 디케이드-가면라이더 디엔드 / 카이토 다이키

- 가면라이더 W-가면라이더 액셀 / 테루이 류

- 가면라이더 OOO-가면라이더 버스 / 다테 아키라, 고토 신타로

- 가면라이더 포제-가면라이더 메테오 / 사쿠타 류세이

- 가면라이더 위자드-가면라이더 비스트 / 니토 코우스케

- 가면라이더 가이무-가면라이더 바론 / 쿠몬 카이토

- 가면라이더 드라이브-가면라이더 마하 / 시지마 고우

- 가면라이더 고스트-가면라이더 스펙터 / 후카미 마코토

- 가면라이더 에그제이드-가면라이더 브레이브 / 카가미 히이로

- 가면라이더 빌드-가면라이더 크로즈 / 반죠 류우가

- 가면라이더 지오-가면라이더 게이츠 / 묘코인 게이츠

- 가면라이더 제로원-가면라이더 발칸 / 후와 이사무

- 가면라이더 세이버-가면라이더 블레이즈 / 신도 린타로

- 가면라이더 리바이스-가면라이더 라이브 / 이가라시 다이지, 가면라이더 이블 / 카게로우

- 가면라이더 기츠-가면라이더 타이쿤 / 사쿠라이 케이와

- 가면라이더 갓챠드-가면라이더 마제이드 / 쿠도 린네

- 가면라이더 가브-가면라이더 발렌 / 카라키다 한토

## 3호 라이더
- 가면라이더 아기토-가면라이더 길스 / 아시하라 료
- 가면라이더 류우키-가면라이더 졸다 / 키타오카 슈이치
- 가면라이더 555-가면라이더 델타 / 미하라 슈지
- 가면라이더 블레이드-가면라이더 카리스 / 아이카와 하지메
- 가면라이더 히비키-가면라이더 토도로키 / 토도로키
- 가면라이더 카부토-가면라이더 드레이크 / 카자마 다이스케
- 가면라이더 키바-가면라이더 사가 / 노보리 타이가
- 가면라이더 디케이드-가면라이더 쿠우가 / 오노데라 유스케
- 가면라이더 W-가면라이더 스컬 / 나루미 소우키치
- 가면라이더 위자드-가면라이더 와이즈맨 / 후에키 소우
- 가면라이더 가이무-가면라이더 류겐 / 쿠레시마 미츠자네
- 가면라이더 드라이브-가면라이더 체이서 / 체이스
- 가면라이더 고스트-가면라이더 네크롬 / 앨런
- 가면라이더 에그제이드-가면라이더 스나이프 / 하나야 타이가
- 가면라이더 빌드-가면라이더 그리스 / 사와타리 카즈미
- 가면라이더 지오-가면라이더 워즈 / 백워즈, 흑워즈
- 가면라이더 제로원-가면라이더 발키리 / 야이바 유아
- 가면라이더 세이버-가면라이더 에스파다 / 후카미야 켄토
- 가면라이더 리바이스-가면라이더 잔느 / 이가라시 사쿠라
- 가면라이더 기츠-가면라이더 나고 / 쿠라마 네온
- 가면라이더 갓챠드-가면라이더 발바라드 / 쿠로가네 스파나
- 가면라이더 가브-가면라이더 브람 / 라키아 아마르가

## 4호 라이더
- 가면라이더 아기토-가면라이더 어나더 아기토 / 키노 카오루
- 가면라이더 류우키-가면라이더 오쟈 / 아사쿠라 타케시
- 가면라이더 블레이드-가면라이더 렌겔 / 카미죠 무츠키
- 가면라이더 히비키-가면라이더 잔키 / 잔키
- 가면라이더 카부토-가면라이더 사소드 / 카미시로 츠루기
- 가면라이더 가이무-가면라이더 잔게츠 / 쿠레시마 타카토라
- 가면라이더 에그제이드-가면라이더 레이저 / 쿠죠 키리야
- 가면라이더 빌드-가면라이더 로그 / 히무로 겐토쿠
- 가면라이더 지오-가면라이더 츠쿠요미 / 츠쿠요미
- 가면라이더 제로원-가면라이더 호로비 / 호로비
- 가면라이더 세이버-가면라이더 버스터 / 오가미 료
- 가면라이더 리바이스-가면라이더 데몬즈 / 카도타 히로미
- 가면라이더 기츠-가면라이더 버파 / 아즈마 미치나가
- 가면라이더 갓챠드-가면라이더 레전드 / 호우오우 카구야 쿼츠

## 5호 라이더
- 가면라이더 류우키-가면라이더 라이아 / 테즈카 미유키
- 가면라이더 히비키-가면라이더 슈키 / 슈키
- 가면라이더 카부토-가면라이더 킥호퍼 / 야구루마 소우
- 가면라이더 가이무-가면라이더 그리돈 / 죠노우치 히데야스
- 가면라이더 에그제이드-가면라이더 겐무 / 단 쿠로토
- 가면라이더 빌드-가면라이더 에볼 / 에볼토
- 가면라이더 제로원-가면라이더 진 / 진
- 가면라이더 세이버-가면라이더 켄잔 / 아카미치 렌
- 가면라이더 리바이스-가면라이더 오버 데몬즈 / 우시지마 히카루, 타마키 고우
- 가면라이더 기츠-가면라이더 펑크잭 / 하레루야 윈
- 가면라이더 갓챠드-가면라이더 윈드 / 쿠도 후우가